# سلسلة 40

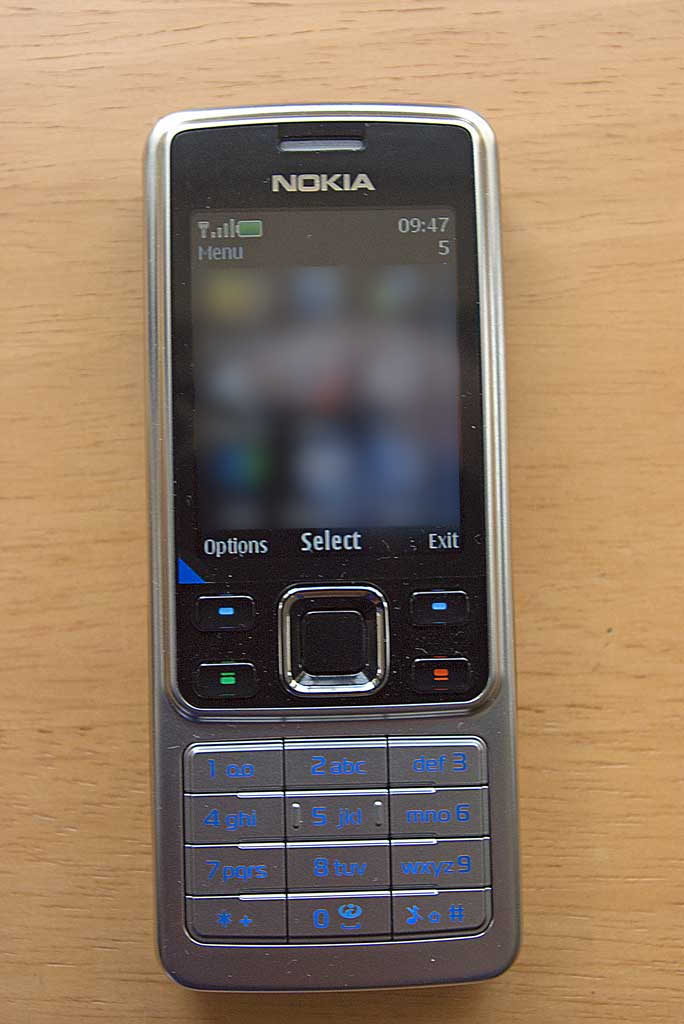
منصة سلسلة 40 مثبتة على هاتف نوكيا 6300

سلسلة 40 (بالإنجليزية: Series 40)‏، وغالبا ما تعرف اختصارا باسم "s40" هي عبارة عن منصة حاسوب، وواجهة مستخدم للتطبيقات (UI)، وهي مستخدمة على نطاق واسع في الهواتف المميزة، وهواتف فيرتو الفاخرة. كانت واحدة من أكثر منصات الهواتف المحمولة استخداما في العالم، حيث ثُبت في مئات الملايين من الأجهزة.